# مسجد المحمودية (يافا)

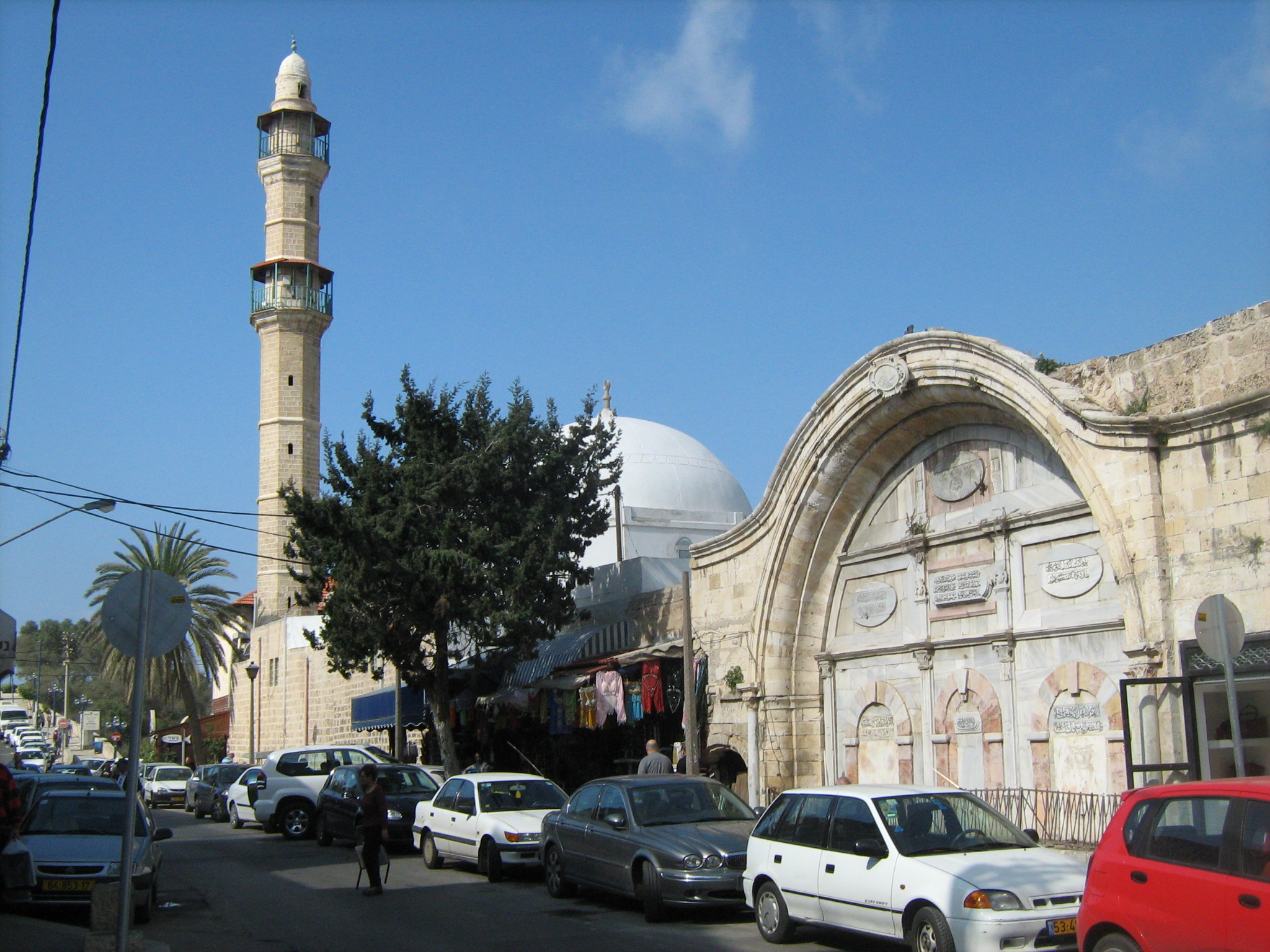
مسجد يافا الكبير (المحمودية).

جامع المحمودية أو مسجد يافا الكبير مسجد أثري يعود للحقبة العثمانية ويقع على شاطئ البحر الأبيض المتوسط، في البلدة القديمة في يافا، على ساحة الشهداء تحديدًا، حيث برج الساعة. وتم الانتهاء من تشييده عام 1812 أثناء الحكم العثماني. يتكون من دورين، ويمتاز بضخامته ويوجد بجواره سبيل ماء يعرف بسبيل المحمودية أو سبيل ماء سليمان باشا. وهو يُعتبر من الآثار المعمارية الإسلامية والعربية القليلة في المدينة، بعد أن قام الاحتلال الإسرائيلي بهدم معالم بأكملها. وهو على طراز عثماني، ذو قباب ستة ومنارة واحدة.

## وصلات خارجية
- مساجد يافا على يوتيوب